# 150 na godzinę
150 na godzinę – polska komedia obyczajowa z 1972 roku w reżyserii Wandy Jakubowskiej na podstawie scenariusza Edwarda Redlińskiego. Zdjęcia plenerowe realizowano w Lublinie, Bazarze i Zaklikowie.

## Fabuła
Pochodzący z niewielkiej wioski Marcin Dębik (w tej roli Marcin Sławiński) marzy o tym, by mieć własny samochód. Aby zrealizować to pragnienie, wyjeżdża do miasta i tam staje się właścicielem pontiaka. Jednak okazuje się, że samochód ten przysporzy mu wyłącznie kłopotów.

## Obsada

### Role główne
- Marcin Sławiński − jako Marcin Dębik
- Anna Dymna − jako Ania, dziewczyna Marcina (w filmie występuje pod nazwiskiem Dziadyk)
- Wiesław Michnikowski − jako Łukasz Dębik, stryj Marcina, fotograf
- Andrzej Balcerzak − jako ojciec Marcina

### Dalsze role
w kolejności alfabetycznej
- Zbigniew Bielski − chłopak na zabawie
- Wiesław Dymny − występujący w Kossówce
- Barbara Fijewska − żona Wróbla
- Adam Fornal − Wróbel, sąsiad Dębików
- Stanisław Marian Kamiński − mężczyzna robiący sobie myśliwskie zdjęcia
- Maria Kaniewska − klientka
- Krystyna Kołodziejczyk − siostra Marcina)
- Andrzej Kopiczyński − Jimmy, mąż Aldony
- Izabela Kozłowska − siostra Marcina
- Jan Krzysiak − motorowerzysta
- Maria Leszczyńska − właścicielka samochodu
- Jolanta Lothe − znajoma Jimmy’ego w Kossówce
- Barbara Ludwiżanka − "światowa" pani
- Elżbieta Łukaszewicz − dziewczyna
- Henryk Machalica − zegarmistrz Antoni, przyjaciel Łukasza
- Bohdana Majda − matka Marcina
- Barbara Michałowska − plastyczka
- Jan Mateusz Nowakowski − chłopak na zabawie
- Wanda Ostrowska − siostra Marcina
- Leonard Pietraszak − plastyk, znajomy pani Aldony
- Maciej Pietrzyk − mechanik w zakładzie samochodowym
- Andrzej Precigs − syn Wróbla
- Włodzimierz Skoczylas − urzędnik w sprawie koncesji
- Roman Sykała − kierownik warsztatu samochodowego
- Roman Talarczyk − syn Wróbla
- Marzena Trybała − Marzena, znajoma Jimmy’ego w Kossówce
- Grzegorz Warchoł − mechanik samochodowy Józek Górka, kolega Marcina
- Wanda Wieszczycka − Jola
- Andrzej Wojaczek − syn Wróbla
- Barbara Wrzesińska − pani Aldona
- Saturnin Żórawski − mecenas, znajomy pani Aldony

### Epizody
- Aleksander Aleksy − ksiądz
- Jadwiga Andrzejewska
- Izabella Dziarska − dziewczyna w zakładzie fotograficznym
- Stanisław Marian Kamiński − mężczyzna robiący sobie "myśliwskie" zdjęcia
- Ludwik Kasendra − mężczyzna w zakładzie "Foto-Moto"
- Piotr Krukowski − chłopak grający na perkusji na zabawie
- Paweł Wojtczak